# Tonfa

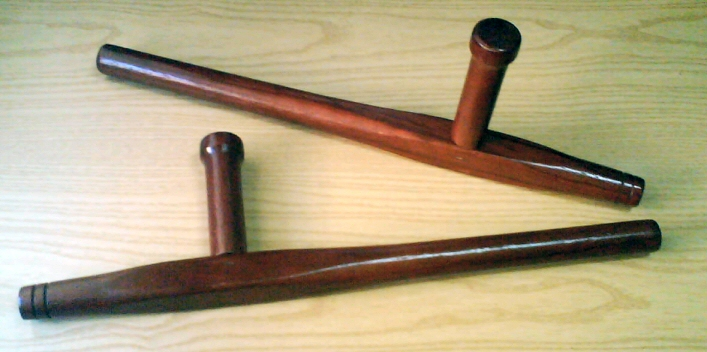
Tonfas de madera.

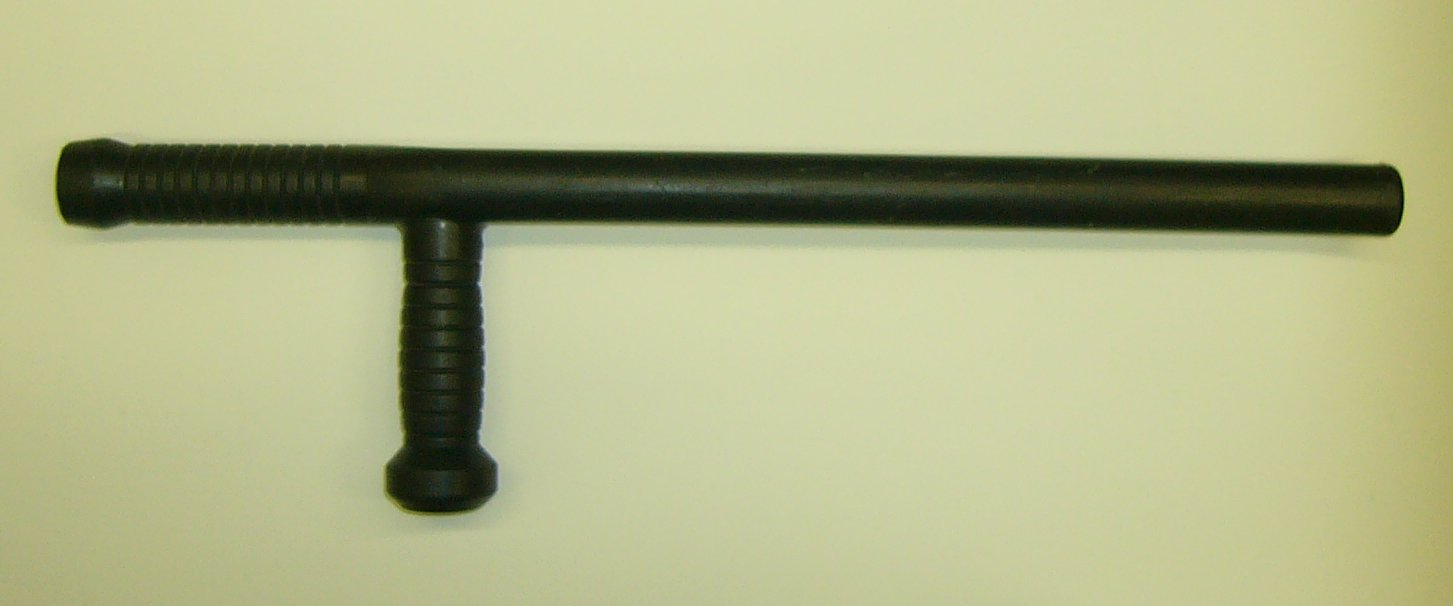
PR-24.

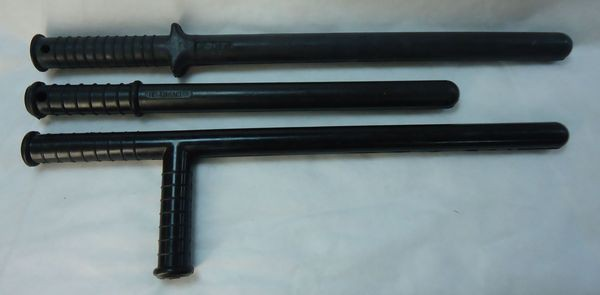
PR-40, Macana

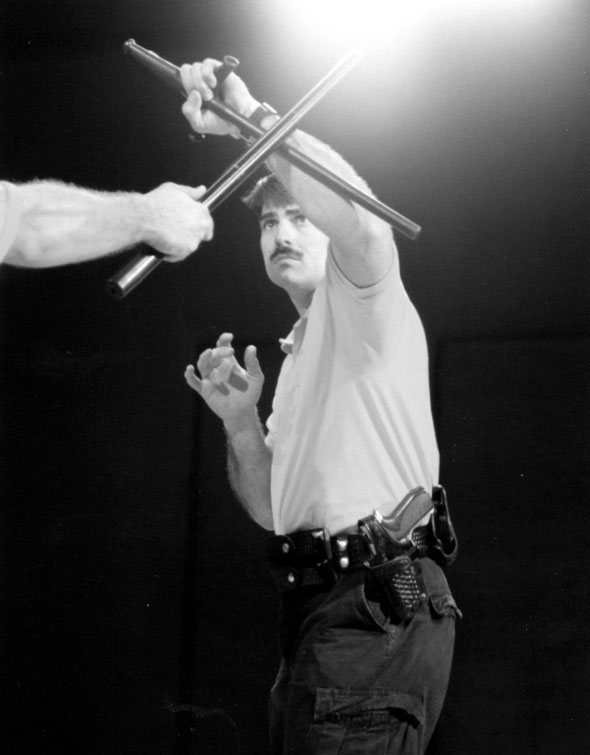
Tonfa o PR-24

La tonfa, también conocida como tuifa, tunka o tonkwa, es un arma originaria de China y de Okinawa, de la cual se derivó posteriormente la porra policial moderna, o PR-24.
Al igual que otras armas tradicionales, estas eran utensilios de labranza o de la vida del campo. La tonfa fue en sus orígenes un asa para hacer girar una rueda de molino, aunque también podría haber sido una herramienta para plantar hortalizas.
El uso de las tonfas se enseña en el arte marcial del Kobudō (y en karate, que en las escuelas más tradicionales incorpora el anterior). Partiendo de la idea de que estas armas son una prolongación del puño, el practicante logra mayor alcance en los golpes. Por ese motivo, para practicar con estas armas, es conveniente saber manejar bien sus puños y antebrazos.

## Técnicas

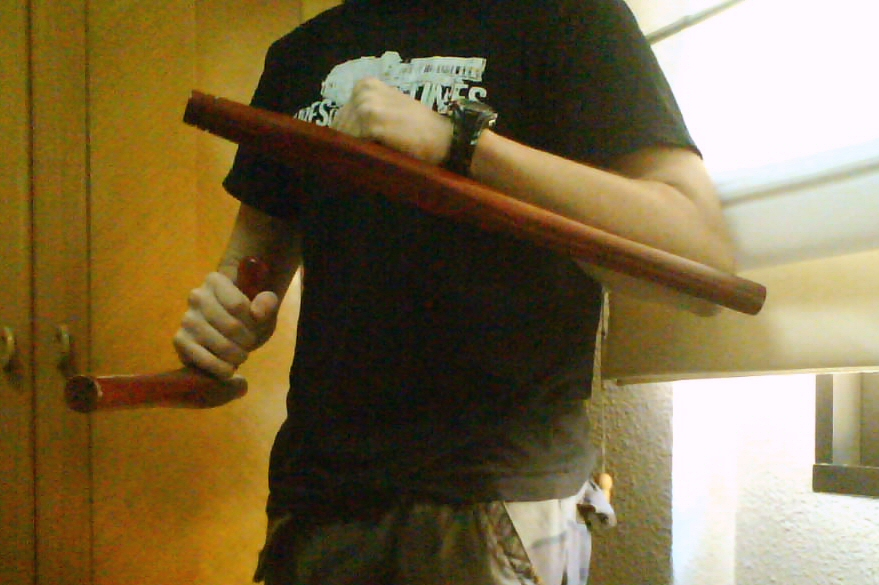
Practicante de kobudō portando un par de Tonfas.

Habitualmente, las tonfas se utilizan por parejas, para poder así efectuar defensas y ataques simultáneos y su longitud debe ser ligeramente superior a la del antebrazo.
El mango de la tonfa, al ser perpendicular al cuerpo central, permite realizar movimientos circulares, dotando a los ataques de mayor fuerza debido al momento del giro.
La tonfa es un arma muy versátil debido a que el mango no está completamente centrado, lo que permite disponer de dos longitudes distintas para realizar movimientos según lo requiera la situación.
Con la tonfa se pueden realizar numerosas técnicas de defensa, ya que su forma y posición protege el antebrazo con gran eficacia y permite desviar tanto ataques con armas como ataques físicos de patada o puño.
Cogida por extremo, el mango de la tonfa puede utilizarse para realizar agarres, enganchando el cuello, rodilla, brazo o incluso el arma del adversario para dificultar sus movimientos o desarmarlo.